# Mikromenedzsment
A mikromenedzsment egy vezetési stílus, amiben a vezető közelről megfigyeli és ellenőrzi beosztottjainak munkáját. Általában negatív konnotációja van.
Gyakran azt eredményezi, hogy a csapat, különösen a vezető elvész a részletekben, és nem látja a fától az erdőt. A csapat képtelenné válik arra, hogy lényegesebb dolgokkal foglalkozzon.
A Merriam-Webster's Online Dictionary szerint a mikromenedzsment egy vezetési stílus, amit túlhajtott kontroll és a részletek iránt való túlzott figyelem jellemez. Az Encarta szerint a mikromenedzsment az apró részletekre figyel, egy személyt vagy helyzetet az apró részletek iránt való túlzott figyelemmel kísér.
Általánosabban a mikromenedzsmentet úgy is értik, hogy egy társaságban a vezető megfélemlíti a többi tagot,  hogy kiterjessze rájuk ellenőrzését.
Mikromenedzsmentre példa Steve Jobs, az Apple vezetőjének vezetési stílusa. Különösen a kereskedelemben elterjedt fogalom, amit  Sam Walton így jellemzett: Gondolkodj kicsiben!

## Jellemzői
Ahelyett, hogy kisebb feladatokra csak általánosabb instrukciót adna, és több időt szánna a nagyobb egységekre, a vezető figyeli a folyamat minden lépését, és mindenről ő akar dönteni, még akkor is, ha az egy beosztott jogkörébe tartozik.
A vezető gyakori és részletes jelentéseket igényel (reportomania). Állandó és részletes visszajelzést követel a kisebb részletekről, ahelyett, hogy általános jellemzőkről, performanciáról, minőségről és eredményekről akarna tudni. Emiatt döntések halasztódnak el, ködbe borulnak az általános célok; továbbá akadályozza a munkatársak kommunikációját, és különböző, akár ellentmondó irányokba viszi a projekt egyes részleteit. A vezető ennek nem tulajdonít különösebb jelentőséget, mert fontosabbnak tartja az ellenőrzés vagy annak látszatának fenntartását.
A mikromenedzsmentet alkalmazó vezetőkben közös, de különösen a nárcisztikusabbakra jellemző, hogy azért figyelnek ennyire, és azért döntenek beosztottjaik helyett, hogy maguknak tulajdonítsák a sikert, és a hibákért a felelősséget azokra hárítsák át, akik nem hozhattak más döntést, amivel elkerülhették vagy enyhíthették volna a kudarcot.
Legszélsőségesebb esetben a mikromenedzsment közel áll a munkahelyi megfélemlítéshez  és a nárcizmushoz. Addiktív is lehet, a vezető életstílusává válik, amit fenn kell tartani. Sokan nem veszik észre, hogy függők, még akkor sem, ha mindenki ezt mondja körülöttük. Egyes súlyos esetei a vezető obszesszív-kompulzív személyiségzavarára vezethetők vissza.
A mikromenedzsmentet inkább a beosztottak veszik észre, maga a vezető ritkán. A függők viselkedéséhez hasonlóan tagad, és visszautasítják a mikromenedzsment vádját, inkább szervezettnek és maximalistának nevezik magukat.

## Hasonló antiminta
A mikromenedzsment megkülönböztethető attól a helyzettől, amikor a vezető jobban el tudná végezni a beosztott munkáját, és el is végzi. Az eredmény egy optimálisnál rosszabb vezetés: a vállalat lehetőségeket veszít, mivel a vezető nem a saját munkáját végzi. Ebben az esetben a munka el lesz végezve. Mikromenedzsment esetén a beosztottnak csak el kell végeznie azt a munkát, amit adtak neki, és úgy, ahogy azt a vezető akarja; függetlenül attól, hogy saját döntései alapján jobban is el tudná végezni.

## Okai
A mikromendzsment okai a vezető személyiségében rejlenek, mint érzelmi bizonytalanság, részletorientáltság, bizalmatlanság a beosztottakkal és kétségekkel kompetenciájukkal szemben. Mivel a vezető-beosztott kapcsolat különbözik abban, hogy a vezetőnek mekkora a hatalma, és időben is változik, a munkahely-pszichológia szakértői az átvitel elméletét használták arra, hogy párhuzamba állítsák a mikromendzsmentet a rossz szülő-gyermek kapcsolattal, például kettős kötésekkel, vagy hiperkritikus autoriter szülőkkel. Azonban külső tényezők, mint a vállalati kultúra, szigorú kritériumok, a szabályozó környezetből adódó követelmények  vagy a vezető pozíciójának bizonytalansága is hozzájárulhat.
A vezető gyakran olyan követelményeket, eljárásokat és folyamatokat követel meg, amiket maga a vállalat vagy az ügyfél nem követel meg. Ennek az az oka, hogy így a vezető hasznosabbnak érzi magát. Ezzel leplezi inkompetenciáját és a szükséges kreativitás hiányát.
Amikor a vállalat nehéz időket él át, akkor a mikromendzsment erősödik, mind az egyes vezetők, mind a teljes vállalat szintjén. Ilyenkor a vezetők saját érdekeiket helyezik minden elé, például azért, hogy megtartsák helyüket, vagy hogy biztosítsák részlegük megtartását, érdekeinek védelmét, ezzel az egész vállalatnak ártva.
A mikromendzsment oka lehet a delegáció is. Ha a delegáció bizonytalan, leírása pontatlan, vagy hogy hiányzik a bizalom a vezető és a beosztott között, akkor legalábbis fennáll a mikromenedzsment veszélye. A megelőzés érdekében pontosan le kell írni a feladatokat, jól definiált célok, követelmények és függőségek, továbbá a hatékony felügyelet segíthet a mikromenedzsment megelőzésében.
A mikomenedzsmentet tudatosan is alkalmazzák arra, hogy ne a vállalatnak kelljen felmondania a nem kívánt dolgozónak, hanem az mondjon fel. A vezetőség lehetetlen követelmények elé állítja, amiket előzetesen nem definiálnak, csak később alkalmaznak arra, hogy elégedetlenségüket fejezzék ki. Előfordulhat, hogy formailag mindenkinél alkalmazzák, de valójában csak egy vagy néhány dolgozóval szemben követelik meg. Ha az így okozott stressz elég erős, akkor az egyes országok, mint az angolszász országok jogrendjében konstruktív elbocsátásnak számít, és különböző jogkövetkezményei vannak.

## Hatásai
Bármi is a mikromenedzsment oka, lehetséges hatásai közé tartozik:
- Több negatív érzelem
- A megelőlegezett bizalom csökkenése
- A csapat együttműködésének rontása, ami a munka kárára megy
- A demotiváció miatt egyes munkatársak akár rombolnak is, szándékosan kárt okoznak

A mikromenedzsment bizalmatlanságot sugall a beosztottakkal szemben, a vezető nem bízik a beosztottak ítélőképességében és munkájában, és gyakran ellenséges környezetet teremt, amiben a vezetőt vagy a vezetőket általában ellenőrzés-mániásnak tekintik.  Ez a leggyakoribb oka annak, hogy a dolgozó kilép.
A dolgozók csak idejüket fektetik be, kreativitásukat és erőfeszítésüket nem. Ez rosszabb, mintha futószalagnál dolgoznának, ahol a később sorra kerülőnek meg kell várnia, mielőtt az előző végez. Egy ilyen esetben a korábbi dolgozók apátiája a későbbiek munkáját is akadályozza.
A mikromenedzsment súlyos esetei kiküszöbölik a bizalmat, akadályozza a személyközi kapcsolatteremtés fejlődését, és antiszociális viselkedést támogat. A vezető igyekszik megfélemlíteni beosztottjait, hogy jobban ellenőrizhesse őket. Rontja a beosztottak önbizalmát és testi-lelki egészségét. A vezető gyakran ellehetetleníti az építő kritikát, hogy elkerülje azokat a belső reformokat, amelyek megváltoztathatnák a helyzetet. Így a beosztottak csak úgy tudnak munkakörnyezetet változtatni, hogy távoznak a cégtől (lásd konstruktív elbocsátás).
A mikromenedzsment túlterjeszkedhet a vállalat határain. Az elbocsátott és máshová felvett dolgozók ideiglenesen megkönnyebbülhetnek, ha beszélnek az előző munkahelyi környezetükről, és ezt megtudják az új helyen. Azonban erről beszélni kétélű fegyver, mivel az új helyen úgy érezhetik, hogy rossz hírét költötték az előző helyüknek, akkor nekünk is rossz hírünket fogja kelteni? Ezzel a dolgozó gyengíti a bizalmat önmagával szemben, ami újra kialakíthatja a bizalmatlanság légkörét.
Ha az előző helye is megtudja, hogy rossz hírét költötték, akkor ott a vezetők nem térnek észhez, hanem rágalmazásnak tulajdonítják, hogy rosszat mondtak róluk, és rombolták a vállalat jó hírét. Még ha nem is tesznek feljelentést, mert a szóbeszéd hamisságát nem tudják igazolni, ez tovább növeli bizonytalanságukat, emiatt ott tovább súlyosbodhat a mikromenedzsment.

## Kivédése
A mikromendzsment kivédhető úgy, hogy a dolgozók nyíltan beszélnek egymással, a beosztottak konstruktív javaslatokat tehetnek. A vezetőnek delegálnia kell a döntési jogköröket is, nemcsak a felelősséget, és a beosztottaknak megfelelő visszajelzést kell adnia. Az elfogadást és a bizalmat meg kell védeni és erősíteni.

## További irodalom
- Harry Chambers: "My Way or the Highway: The Micromanagement Survival Guide", Berrett-Koehler Publishers (2004), ISBN 978-1-57675-296-8
- Niko Canner and Ethan Bernstein: "Why is Micromanagement So Infectious?", Harvard Business Review, August 17

## Fordítás
Ez a szócikk részben vagy egészben  a   Micromanagement című angol Wikipédia-szócikk fordításán alapul.  Az eredeti cikk szerkesztőit annak laptörténete sorolja fel. Ez a jelzés csupán a megfogalmazás eredetét és a szerzői jogokat jelzi, nem szolgál a cikkben szereplő információk forrásmegjelöléseként.